# Kanhan
Kanhan (o Kanhan Pipri) è una suddivisione dell'India, classificata come census town, di 21.840 abitanti, situata nel distretto di Nagpur, nello stato federato del Maharashtra. In base al numero di abitanti la città rientra nella classe III (da 20.000 a 49.999 persone).

## Geografia fisica
La città è situata a 21° 14' 39 N e 79° 15' 16 E.

## Società

### Evoluzione demografica
Al censimento del 2001 la popolazione di Kanhan assommava a 21.840 persone, delle quali 11.160 maschi e 10.680 femmine. I bambini di età inferiore o uguale ai sei anni assommavano a 2.579, dei quali 1.315 maschi e 1.264 femmine. Infine, coloro che erano in grado di saper almeno leggere e scrivere erano 16.055, dei quali 8.855 maschi e 7.200 femmine.